# Eresina katangana
Eresina katangana är en fjärilsart som beskrevs av Henry Stempffer 1956. Eresina katangana ingår i släktet Eresina och familjen juvelvingar. Inga underarter finns listade i Catalogue of Life.